# Tiara Air
Tiara Air Aruba — авіакомпанія, що базується в Арубі на базі міжнародного аеропорту імені королеви Беатрікс, що здійснює рейси в ряд міст на Кюрасао, Бонайре, Колумбії, Венесуелі і США. Флот складається з двох літаків Shorts 360. Компанія була названа на честь дочки засновника компанії Алехандро Муяле — Тіари. Слово «tiara» в перекладі з латині означає «корона».

## Історія
Засновник компанії Алехандро Муяле понад 30 років працював в міжнародному аеропорту імені королеви Беатрікс і майже 6 років у міжнародному аеропорту Хато перш, ніж отримав сертифікацію Департаменту цивільної авіації Аруби. Для того, щоб він міг почати працювати уряд виділив йому два 36-місцевих літаки Shorts 360-200. У квітні 2007 року «Tiara Air» здійснювала 28 рейсів на тиждень, у січні 2008 року їх стало вже 86. З квітня 2012 року на правах лізингу компанія став експлуатувати Boeing 737-300, що дозволило компанії відкрити комерційні рейси в Каракас (Венесуела), Медельїн, Арменію (Колумбія), Форт-Лодердейл (США).

## Пункти призначення
| Місто          | Країна    | Аеропорт                                     | Примітки    |
| -------------- | --------- | -------------------------------------------- | ----------- |
| Ораньєстад     | Аруба     | Міжнародний аеропорт імені королеви Беатрікс | Хаб         |
| Кралендейк     | Бонайре   | Міжнародний аеропорт Фламінго                |             |
| Віллемстад     | Кюрасао   | Міжнародний аеропорт Хато                    |             |
| Арменія        | Колумбія  | Міжнародний аеропорт Ель Еден                | з 2012 року |
| Кукута         | Колумбія  | Міжнародний аеропорт Каміло Даза             | з 2012 року |
| Ріоача         | Колумбія  | Міжнародний аеропорт Альміранте Паділья      |             |
| Медельїн       | Колумбія  | Міжнародний аеропорт Хосе Марія Кордова      | з 2012 року |
| Каракас        | Венесуела | Міжнародний аеропорт Сімон Болівар           | з 2012 року |
| Маракайбо      | Венесуела | Міжнародний аеропорт Ла Чініта               |             |
| Пунто-Фіхо     | Венесуела | Міжнародний аеропорт Хосефа Камехо           |             |
| Форт-Лодердейл | США       | Міжнародний аеропорт Форт-Лодердейл/Холлівуд | з 2012 року |